# Lijst van presidenten van Malta
Hieronder staat een chronologische lijst van presidenten van Malta.

## Presidenten van Malta (1974-heden)
| Nr. | President                  | President                              | Ambtstermijn                        | Partij        | Partij | Verkiezing |
| --- | -------------------------- | -------------------------------------- | ----------------------------------- | ------------- | ------ | ---------- |
| 1   | Anthony Mamo               | Anthony Mamo (1909-2008)               | 13 december 1974 - 27 december 1976 | Onafhankelijk |        | 1974       |
| 2   | Anton Buttiġieġ            | Anton Buttiġieġ (1912-1983)            | 27 december 1976 - 27 december 1981 | PL            |        | 1976       |
| -   | Albert Hyzler              | Albert Hyzler (1916-1993) (waarnemend) | 27 december 1981 - 15 februari 1982 | PL            |        |            |
| 3   | Agatha Barbara             | Agatha Barbara (1923-2002)             | 15 februari 1982 - 15 februari 1987 | PL            |        | 1982       |
| -   | Paul Xuereb                | Paul Xuereb (1923-1994) (waarnemend)   | 15 februari 1987 - 4 april 1989     | PL            |        |            |
| 4   | Ċensu Tabone               | Ċensu Tabone (1913-2012)               | 4 april 1989 - 4 april 1994         | PN            |        | 1989       |
| 5   | Ugo Mifsud Bonnici         | Ugo Mifsud Bonnici (1932)              | 4 april 1994 - 4 april 1999         | PN            |        | 1994       |
| 6   | Guido de Marco             | Guido de Marco (1931-2010)             | 4 april 1999 - 4 april 2004         | PN            |        | 1999       |
| 7   | Eddie Fenech Adami         | Eddie Fenech Adami (1934)              | 4 april 2004 - 4 april 2009         | PN            |        | 2004       |
| 8   | George Abela               | George Abela (1948)                    | 4 april 2009 - 4 april 2014         | PL            |        | 2009       |
| 9   | Marie-Louise Coleiro Preca | Marie-Louise Coleiro Preca (1958)      | 4 april 2014 - 4 april 2019         | PL            |        | 2014       |
| 10  | George Vella               | George Vella (1942)                    | 4 april 2019 - 4 april 2024         | PL            |        | 2019       |
| 11  |                            | Myriam Spiteri Debono (1952)           | 4 april 2024 - heden                | PL            |        | 2024       |